# باشگاه فوتبال توتینگ اند میتچام یونایتد
باشگاه فوتبال توتینگ و میتچام یونایتد (به انگلیسی: Tooting & Mitcham United Football Club) یک باشگاه فوتبال در شهر موردن، کشور انگلستان است که در سال ۱۹۳۲ میلادی تأسیس شده‌است.